# Dorstenia benguellensis
Dorstenia benguellensis là một loài thực vật có hoa trong họ Moraceae. Loài này được Welw. mô tả khoa học đầu tiên năm 1869.